# Megan Thee Stallion
Megan Jovon Ruth Pete (Condado de Bexar, 15 de fevereiro de 1995), mais conhecida como Megan Thee Stallion, é uma rapper e compositora americana. Nascida no Condado de Bexar, Texas, e criada em South Park, Houston, Megan começou a escrever suas músicas quando era adolescente e veio a publicar suas canções na plataforma SoundCloud em meados de 2016. Ela chamou a atenção pela primeira vez quando seus vídeos de freestyle se tornaram populares em plataformas de mídia social como o Instagram.
Ela lançou três EP's desde 2017 - Make It Hot, Tina Snow e Suga — com os dois últimos entrando na Billboard 200. Ela assinou contrato com a 300 Entertainment em 2018 e lançou sua primeira mixtape completa, Fever, em 2019, que recebeu grande aclamação da crítica. Em 2019 também lançou seu hit “hot girl summer”, com Nicki Minaj e Ty Dolla $ign. Seu álbum de estréia, Good News, foi lançado em 20 de novembro de 2020.
Em 2020, seu single "Savage" se tornou viral no aplicativo de mídia social TikTok e alcançou o primeiro lugar no chart da Billboard Hot 100 dos EUA após o lançamento de um remix com a participação de Beyoncé. O single "WAP", da rapper Cardi B com sua participação se tornou sua segunda música número um na parada e quebrou vários recordes de streaming nos Estados Unidos em agosto de 2020. Megan Thee Stallion ganhou dois BET Awards, dois BET Hip Hop Awards, dois MTV Video Music Awards, um Billboard Women in Music Award e três Grammy Awards. Na 63ª cerimônia anual do Grammy Awards,  se tornou a segunda rapper a ganhar o prêmio de Artista Revelação, depois de Lauryn Hill, em 1999. Em 2020, a revista Time a nomeou uma das 100 pessoas mais influentes do mundo em sua lista anual.

## Biografia

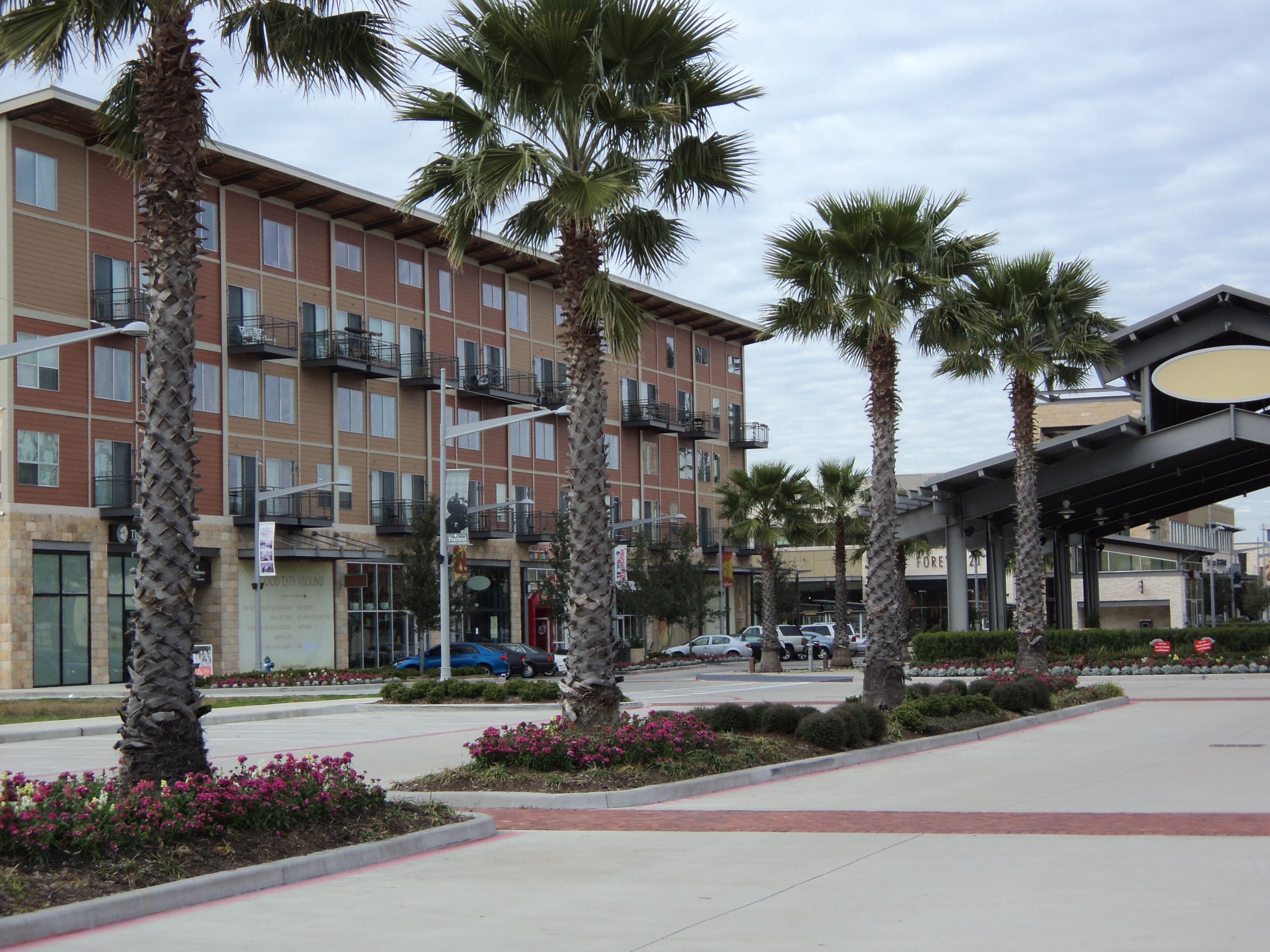
Visão de Pearland, Texas, subúrbio onde Megan residia com sua mãe na adolescência.

Megan nasceu no Condado de Bexar, Texas, mas foi criada no bairro de South Park em Houston. Sua mãe, Holly Aleece Thomas, cantava rap sob o nome artístico de "Holly-Wood", onde levava sua filha para sessões de gravação em vez de colocar ela em uma creche. Quando tinha 14 anos, Megan e sua mãe se mudaram para Pearland, um subúrbio de Houston, e viveu lá até seus 18 anos. Pete começou a escrever suas músicas aos 16 anos. Segundo ela, quando ela disse à mãe que queria fazer rap, Holly exigiu que Pete esperasse até que ela tivesse 21 anos para seguir com sua carreira, já que ela comentou que suas letras eram muito sugestivas para sua idade. Pete se formou na Pearland High School em 2013.
Em 2013, um clipe seu se tornou viral, onde ela lutava contra oponentes do sexo masculino em um "cypher" enquanto era estudante na Prairie View A&M University. O vídeo viral ajudou Megan a ganhar uma maior presença digital e seguidores nas redes sociais. Ela conquistou fãs postando seus freestyles em seu Instagram enquanto estava na faculdade. Ela se refere a seus fãs como "Hotties" (quentes em inglês), e credita sua base de fãs hiperativa por seu sucesso inicial. Ela adotou o nome artístico de Megan Thee Stallion devido à sua altura na adolescência.
Depois de tirar uma folga da escola, ela retomou seus estudos na Texas Southern University (Universidade do Sul do Texas). Ela se formou em 11 de dezembro de 2021, com bacharelado em gestão e administração dos serviços de saúde.

## Carreira

### 2016–2017: Início de carreira
Em abril de 2016, Megan fez sua estreia com a canção "Like the Stallion", lançada como primeiro single de sua mixtape independente Rich Ratchet pelo SoundCloud. Um ano depois, ela lançou o extended play (EP) Make It Hot. O primeiro single do projeto, "Last Week in HTx", se tornou seu single de maior sucesso durante este tempo, acumulando vários milhões de visualizações no YouTube .Em 2017, ela lançou a música "Stalli (Freestyle)", como uma reformulação de "Look at Me", do rapper XXXTentacion. Neste período, Megan fez audições para participar do reality show Love & Hip Hop: Houston, porém o spin-off foi adiado indefinidamente desde junho de 2016.

### 2018–2019:Tina SnoweFever

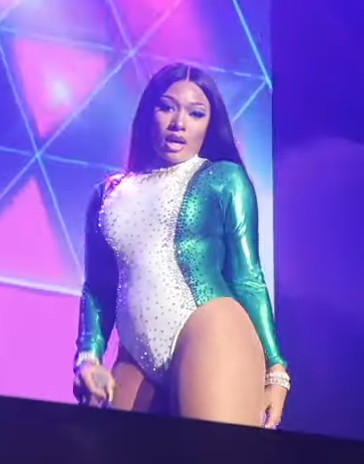
Megan Thee Stallion em Lagos em outubro de 2019

No início de 2018, ela assinou com o selo 1501 Certified Ent, uma gravadora independente de Houston dirigida por T. Farris e de propriedade do ex-jogador de beisebol Carl Crawford. Sendo a primeira rapper feminina a assinar com a gravadora, ela então se apresentou no SXSW em março de 2018.
Em junho de 2018, Megan Thee Stallion lançou seu segundo extended play de 10 músicas intitulado Tina Snow. O EP recebeu o nome de seu alter ego, "Tina Snow", que ela descreve como "uma versão mais crua" de si mesma. Tina Snow foi recebido positivamente pela crítica. Ela afirmou em uma entrevista que não tem medo de falar sobre sua sexualidade. O projeto recebeu críticas consistentemente positivas. Nandi Howard, do The Fader, referiu-se à sua capacidade de fazer rap com "ritmo e precisão eletrizantes". Em novembro de 2018, ela se tornou a primeira rapper feminina a assinar com a 300 Entertainment, gravadora focada no hip hop, onde artistas como Fetty Wap, Young Thug e Cheat Codes são assinados. Na mesma época, Megan foi convidada pela rapper Iggy Azalea para abrir os shows da turnê Bad Girls Tour, porém esta foi cancelada. A mudança de gravadora permitiu seu avanço devido à publicação da música "Big Ole Freak", sendo esta sua primeira música que entrou na Billboard Hot 100 em abril de 2019, ficando em 65º lugar.
Em 17 de maio de 2019, sua primeira mixtape comercial Fever foi publicada, que foi recebido novamente com uma recepção positiva da crítica, sendo considerado pela revista Paper o melhor álbum de 2019. Indo direto para o número dez da Billboard 200. Taylor Crumpton, da Pitchfork, avaliou o álbum com 8/10 e escreveu na crítica: "A entrega perfeitamente executada por Megan é comparável a sucessões de uma metralhadora totalmente automática; um objetivo cuidadosamente estudado de estrofes ardentes que só poderiam ser realizadas por uma rapper com amplo conhecimento no gênero de batalhas de rap." Em 21 de maio de 2019, ela lançou o videoclipe da faixa de abertura do álbum, "Realer", que é inspirado no estilo de filme blaxploitation. Em junho de 2019, ela foi selecionada como uma das participantes da lista anual de calouros da revista XXL anunciada.
Em agosto de 2019, Megan lançou a canção "Hot Girl Summer", com a participação dos rappers Nicki Minaj e Ty Dolla Sign, que se tornou um sucesso nos Estados Unidos e popularizou o viral "hot girl summer".  A canção alcançou o número 11 na Billboard Hot 100 dos EUA, tornando-se o primeiro single top 20 de Megan Thee Stallion, e liderou a Rolling Stone 100. Em setembro de 2019, Megan Thee Stallion assinou um contrato de gerenciamento com a Roc Nation. Em outubro, ela criou e lançou uma minissérie de horror e comédia chamado Hottieween, dirigido por Teyana Taylor. Em novembro, Megan entrou na lista da Time no "Time 100 Next".

### 2020–2021:Reconhecimento mundial e álbum de estreia
Em janeiro de 2020, Megan lançou em colaboração com a cantora Normani a canção "Diamonds", como parte da trilha sonora do filme Aves de Rapina, da DC Comics. No mesmo mês, ela anunciou o seu novo EP chamado Suga, com o lançamento do primeiro single, "B.I.T.C.H". No mês seguinte, ela anunciou que seu álbum de estreia foi adiado como resultado de sua tentativa de renegociar seu contrato com a 1501 Certified Ent, após a gravadora querer barrar o lançamento. Ela começou a hashtag "#FreeTheeStallion" no Twitter para aumentar a conscientização sobre o problema. Em 6 de março de 2020, o EP foi lançado contra a vontade de 1501, depois que um juiz concedeu uma medida cautelar temporária contra a gravadora. No mesmo mês, a música "Savage", presente no projeto, se tornou viral no aplicativo TikTok, quando a usuária Keara Wilson a usou para um vídeo de desafio de dança, que acumulou 15,7 milhões de visualizações e 2,4 milhões de curtidas em 20 de março de 2020. Um remix com a participação de Beyoncé foi lançado em 29 de abril de 2020. A música se tornou a primeira canção de Megan a alcançar o top 10 nos Estados Unidos logo após o lançamento do remix, eventualmente se tornando a sua primeira canção nas paradas de nos Estados Unidos. "Savage" também ajudou a impulsionar as vendas do Suga, levando-o para a sétima posição na Billboard 200.  Os rendimentos da música foram para a organização sem fins lucrativos de Houston, Bread of Life, que fornece ajuda humanitária para residentes afetados pelo COVID-19. Megan Thee Stallion também foi jurada no programa de competição de vogue da HBO Max Legendary, que estreou em maio de 2020. Ela lançou a música "Girls in the Hood" em 26 de junho de 2020, antes de aparecer no single " WAP " de Cardi B e aparecer em seu videoclipe em agosto de 2020. "WAP" se tornou seu segundo single número um nos Estados Unidos, quebrando o recorde de maior número de streams para uma música em seu primeira semana de lançamento nos EUA (93 milhões).
Ela recebeu sua primeira indicação ao Billboard Music Award quando foi indicada para Melhor Artista Feminina de Rap em setembro de 2020. Poucos dias depois, ela foi destaque na lista anual Time 100 das pessoas mais influentes do mundo. Seu artigo para esta lista foi composto pela atriz americana Taraji P. Henson. Megan Thee Stallion empatou com Drake quando recebeu oito indicações no BET Awards de 2020, incluindo Artista do Ano, Canção do Ano e Álbum do Ano. Ela também empatou com Justin Bieber como o músico mais indicado no People's Choice Awards 2020, ganhando seis indicações cada. Megan Thee Stallion também se tornaria a segunda mais indicado no American Music Awards de 2020. Em outubro de 2020, ela lançou o single "Don't Stop" com o rapper Young Thug, e o promoveu apresentando-o na estreia da 46ª temporada do Saturday Night Live. Ela apresentou uma versão "politicamente carregada" de "Savage" naquela noite, na qual abordou o racismo, o procurador-geral Kentucky Daniel Cameron, e enviou uma mensagem sobre a importância de proteger as mulheres negras e o movimento Black Lives Matter. Ela continuou trabalhando para esta causa escrevendo um artigo de opinião para o The New York Times intitulado "Por que eu falo pelas mulheres negras", que foi aclamado. Ela recebeu quatro indicações no 63º Grammy Awards, incluindo Melhor Artista Revelação e Gravação do Ano por "Savage (Remix)". Ela ganhou o primeiro, o que fez dela a primeira artista feminina de hip hop a vencer o prêmio desde Lauryn Hill em 1999, bem como venceu nas categorias de Melhor Canção de Rap e Melhor Performance de Rap, ambas por "Savage (Remix)".

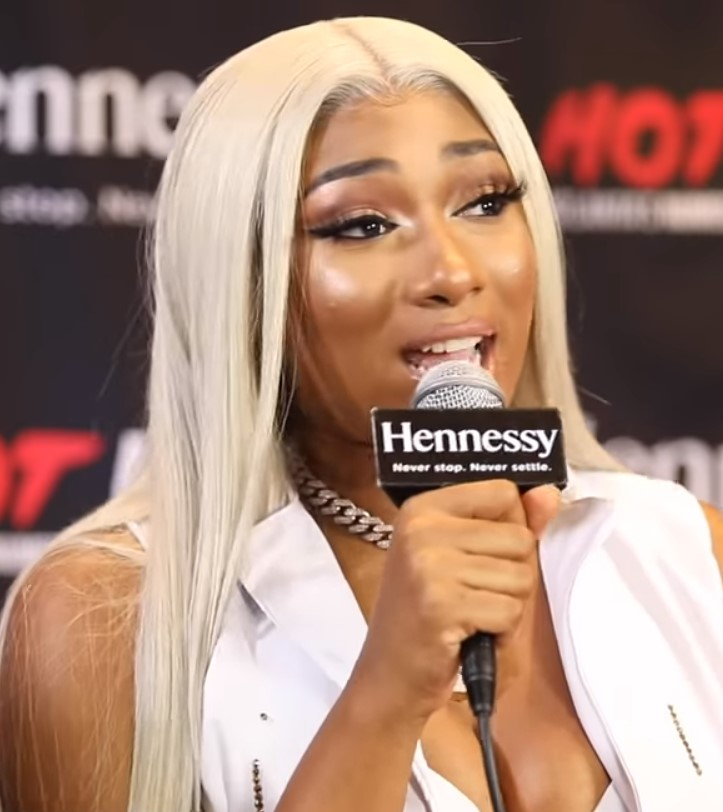
Megan Thee Stallion durante entrevista.

Em 13 de novembro de 2020, Megan Thee Stallion anunciou o lançamento de seu primeiro álbum de estúdio Good News, lançado em 20 de novembro de 2020. O lançamento do álbum também coincidiu com seu quarto single "Body", bem como seu videoclipe. O álbum estreou no número 2 na Billboard 200 e no número 1 no Top R&B/Hip-Hop Albums com mais de 100.000 unidades equivalentes a álbuns vendidas. Em 14 de janeiro de 2021, Megan Thee Stallion foi destaque no remix do single "34+35" de Ariana Grande, o segundo single de seu sexto álbum de estúdio Positions ao lado da cantora e rapper americana Doja Cat. Um videoclipe para o remix foi lançado posteriormente em 12 de fevereiro de 2021. Em junho, ela lançou o single "Thot Shit" com um videoclipe que segue um político conservador social hipócrita. Megan Thee Stallion ganhou o maior número de prêmios na cerimônia de 2021 BET Awards com quatro prêmios. A boy band BTS lançou um remix do single "Butter" com a rapper, que alcançou o número três na Billboard Global 200. Ela também liderou as indicações para o BET Hip Hop Awards de 2021 junto com Cardi B, com nove cada; ambos as rappers ganharam o maior número de prêmios durante a cerimônia com três para "WAP". Megan Thee Stallion foi destaque no single "SG" de DJ Snake, junto com Ozuna e Lisa do Blackpink, lançado em outubro. Megan lançou Something for Thee Hotties, uma coletânea com músicas e freestyles inéditos, em 29 de outubro de 2021. O álbum de compilação estreou no número cinco na Billboard 200 dos EUA, tornando-se o quarto top 10 de Megan Thee Stallion. Megan foi homenageada como uma das Mulheres do Ano da Glamour em novembro. Megan ganhou três prêmios no American Music Awards de 2021, empatando com Doja Cat e BTS durante a noite.
Megan Thee Stallion se formou na Texas Southern University em 11 de dezembro de 2021, como Bacharel em Administração de Saúde. Pouco depois, A congressista de Houston, Sheila Jackson Lee, presenteou Megan Thee Stallion com o prêmio de herói do 18º distrito congressional do Texas por seus esforços de filantropia em Houston. Após a formatura de Megan, ela assinou um contrato exclusivo com a Netflix para criar e produzir seus próprios conteúdos, incluindo séries e outros projetos.

### 2022-presente:Traumazinee Hot Girl Productions

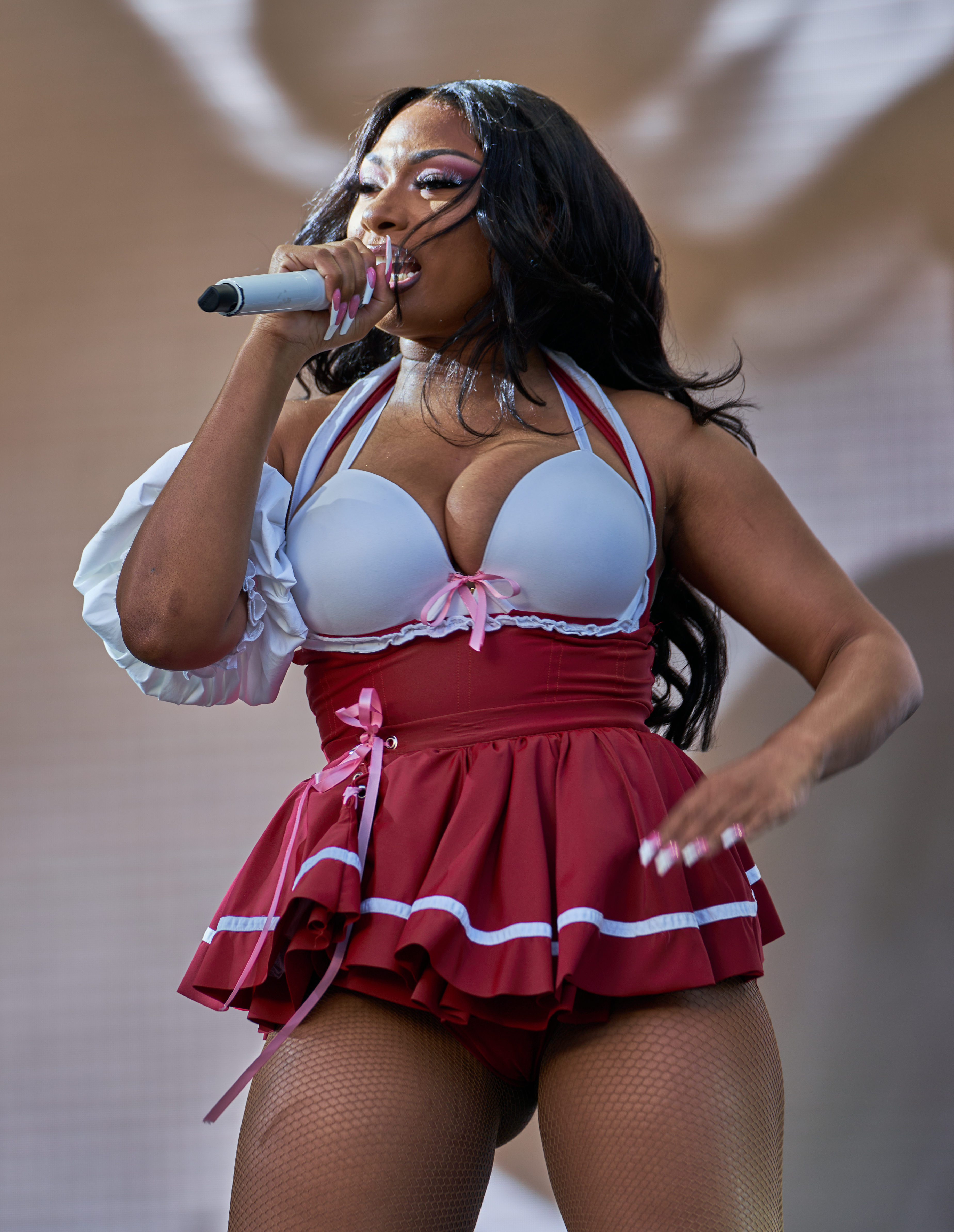
Megan Thee Stallion em 2022

Em 11 de março de 2022, Megan Thee Stallion lançou uma colaboração com a cantora inglesa Dua Lipa, intitulada "Sweetest Pie". Em 27 de março, Megan fez uma aparição surpresa no 94º Oscar, onde se apresentou ao lado de vários artistas "We Don't Talk About Bruno" do filme Encanto. Megan fez história ao se tornar a segunda rapper mulher a se apresentar no Oscar, sendo a primeira Queen Latifah na cerimônia do 81º Oscar. Ela recebeu aclamação no Oscar pela performance surpresa, com a Rolling Stone afirmando: "Megan Thee Stallion torna a faixa de 'Encanto'... Ainda mais mágica no Oscar".
Em 15 de fevereiro de 2022, Megan Thee Stallion anunciou o lançamento de um programa sem fins lucrativos, a Fundação Pete e Thomas, em homenagem à sua falecida mãe e pai, Holly Thomas e Joseph Pete Jr. A fundação busca ajudar comunidades carentes em Houston, Texas e além, por meio de educação, moradia e necessidades de saúde e bem-estar. Em 1º de maio de 2022, o prefeito de Houston Sylvester Turner homenageou Megan por seus esforços filantrópicos e humanitários para o povo de Houston, proclamando 2 de maio como o Dia de Megan Thee Stallion em Houston, Texas. Ela recebeu uma chave honorária da cidade de Houston, um chapéu de cowboy simbólico e um cinto de fivela. Em uma matéria de capa da Rolling Stone, Megan revelou que colaborou com Future para seu segundo álbum em uma música intitulada "Pressurelicious". Em 11 de agosto de 2022, Megan Thee Stallion foi ao Twitter para anunciar que seu segundo álbum de estúdio, Traumazine, seria lançado no dia seguinte. Tornou-se o quinto álbum top 10 nos Estados Unidos da rapper. Após a baixa promoção do álbum pela gravadora, Thee Stallion iniciou uma segunda ação judicial, aceitando um acordo com o rompimento do relacionamento entre as duas partes.
Em 2023, ela estrelou o filme musical Dicks: The Musical (2023), dirigido por Larry Charles. O filme, baseado no musical off-Broadway "Fucking Identical Twins" de Josh Sharp e Aaron Jackson, estreou no Festival Internacional de Cinema de Toronto de 2023. Ela atua ao lado de Nathan Lane, Bowen Yang e Megan Mullally. Em 4 de setembro de 2023, Cardi B e Megan Thee Stallion anunciaram seu novo single "Bongos". Em 27 de outubro, ela anunciou uma nova canção de trabalho intitulado "Cobra", que foi lançado em 2 de novembro de seu terceiro álbum. Este é seu primeiro single independente desde sua saída da gravadora 1501 Certified Entertainment em outubro de 2023. Em janeiro de 2024, Megan Thee Stallion fez uma participação especial na adaptação musical para o cinema de Meninas Malvadas; ela também contribuiu para a trilha sonora, escrevendo a música original "Not My Fault" com Reneé Rapp.
Ela lançou dois singles para seu próximo terceiro álbum de estúdio: "Cobra" em 3 de novembro de 2023 e "Hiss" em 26 de janeiro de 2024. Este último alcançou o primeiro lugar nas paradas do Apple Music um dia após seu lançamento, recebendo aclamação generalizada e cobertura midiática envolvendo vários artistas que Megan criticou na música. "Hiss" chegou ao número um quase duas semanas depois no Billboard Hot 100, tornando-se o terceiro hit número 1 da rapper, bem como seu primeiro single de sucesso desde 2021. Em 2 de fevereiro de 2024, Megan Thee Stallion assinou um contrato de distribuição com a Warner Music.

## Arte

### Imagem pública

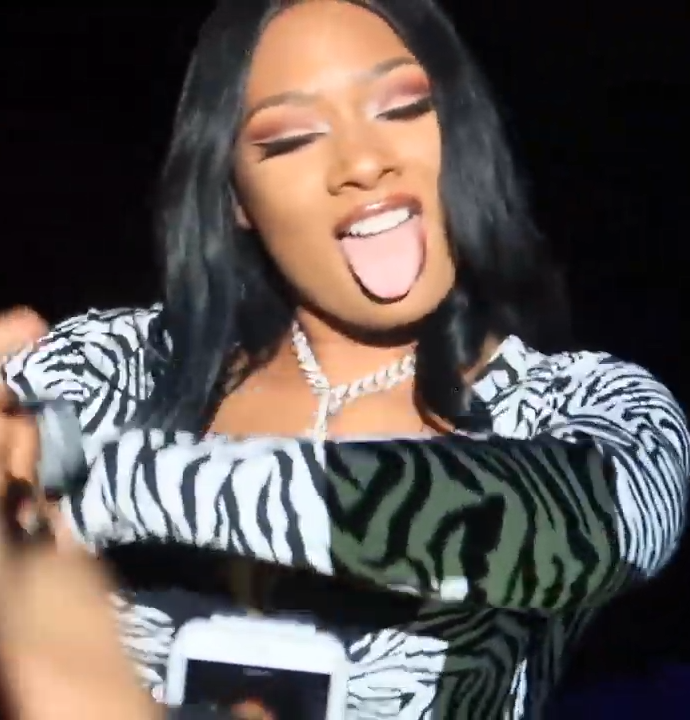
Megan Thee Stallion em 2019.

Megan Thee Stallion é conhecida por sua confiança, sensualidade e letras explícitas. Ela apresenta sua sexualidade ao longo de suas letras, vídeos e performances ao vivo.  Em entrevista à Pitchfork, ela afirmou: "Não se trata apenas de ser sexy, mas de ser confiante e de eu ser confiante na minha sexualidade". Sobre suas origens no rap de Texas, ela disse à Rolling Stone: "Não sinto que realmente tivemos uma rapper mulher vindo de Houston ou Texas e encerrando tudo isso. Então é daí que eu venho".

### Influências
Megan Thee Stallion cita sua mãe como sua primeira e maior influência. Ela considera o álbum de Pimp C, Pimpalation, uma influência desde sua infância, afirmando que ela quer inspirar a mesma confiança que o rapper faz através de sua música. Outras inspirações que ela nomeou são o The Notorious B.I.G., Lil' Kim, Queen Latifah e Three 6 Mafia, e ela credita Q-Tip como seu mentor. Ela disse em entrevistas que quando ela estava crescendo nos anos 2000, ela ouvia suas músicas de rap favoritas de artistas como Three 6 Mafia e Pimp C, e se perguntava: "Quão bom isso soaria se uma garota fizesse isso?
Ela também foi influenciada por Beyoncé. Em seu discurso de aceitação do Grammy Awards com Beyoncé por "Savage", ela disse: "Desde que eu era pequena, eu ficava tipo 'quer saber? Um dia, eu vou crescer e ser como uma Beyoncé do rap. Esse era definitivamente meu objetivo. [..] Eu amo sua ética de trabalho, eu amo o jeito que ela é, eu amo o jeito que ela se comporta." Em uma entrevista para a Teen Vogue, ela falou sobre Nicki Minaj como outra influência: "[ela] estava aqui antes de nós, então é para isso que tivemos que olhar, neste momento. Então, definitivamente ela tem sido uma inspiração para mim."

### Alter egos
Em várias entrevistas, Megan Thee Stallion se referiu a si mesma como "Tina Snow", um de seus alter egos e também o nome de seu primeiro EP, Tina Snow. Foi influenciado pelo pseudônimo de Pimp C, Tony Snow, tem confiança semelhante e uma entrega sexualmente dominante sem remorso. "Hot Girl Meg" é outro alter ego que é descrito como encarnando o lado despreocupado e extrovertido de Megan Thee Stallion, que ela compara a uma "garota universitária e festeira".

## Outros empreendimentos
Em setembro de 2021, Megan fez uma parceria com a Nike para uma campanha promocional e um programa de fitness através do aplicativo Nike Training Club. Em outubro de 2021, Megan apareceu no First We Feast e Complex Media's Hot Ones. Em  de outubro de 2021, foi anunciado que Megan Thee Stallion assinou um amplo acordo com a empresa multinacional de fast-food Popeyes, que inclui sua própria franquia Popeyes, um novo molho quente (Megan Thee Stallion Hottie Sauce) e uma mercadoria co-branded.  parceria com a Cheetos para um comercial do Super Bowl em 2022.
Megan estava no grid do Grande Prêmio dos Estados Unidos de 2021, onde as tentativas de entrevistá-la por Martin Brundle foram esnobadas por seus guarda-costas levando a críticas, fazendo com que a F1 introduzisse a "Cláusula Brundle", proibindo guarda-costas no grid de corrida.

### Televisão e filmes
Em 16 de dezembro de 2021, se tornou a primeira rapper a assinar um contrato exclusivo com a Netflix, para criar e produzir novas séries e outros projetos. Em 17 de fevereiro de 2022, foi anunciado que Megan co-estrelará o primeiro filme musical da A24 intitulado F*cking Identical Twins,  descrito como "um spin-off de The Parent Trap".
Estreou como atriz em 2020 ao fazer uma pequena participação especial na série Good Girls, mais tarde fez outra participação na série P-Valley interpretando seu alter-ego Tina Snow. No mesmo ano 2022, Megan atuou em She-Hulk (ou Mulher-Hulk), da Marvel no Disney+. Em “She-Hulk”, Megan interpreta uma versão “ficcional” dela mesma. Discutindo suas ambições em Hollywood, Megan citou Queen Latifah e Ice Cube como inspirações e completou: "Não sinto que serei só uma atriz - sinto que serei também diretora e produtora".

## Filantropia
Megan Thee Stallion contribuiu com US$ 15.400 em perus de Ação de Graças e ajudou a distribuí-los a 1.050 famílias necessitadas no Houston Food Bank Portwall Pantry em novembro de 2019.
Em abril de 2020, Megan Thee Stallion doou mais de US$ 10.000 para os manifestantes de Houston. No mesmo mês, Megan se uniu à Amazon Music para doar para uma instituição de enfermagem em Houston.
Todos os rendimentos arrecadados por Megan Thee Stallion e Beyoncé na canção Savage (Remix) foram para Bread of Life, que ajuda as comunidades locais de Houston vitimas de Covid-19. A música conseguiu arrecadar mais de US$ 2,5 milhões.
Em outubro de 2020, Megan fez uma parceria com a Amazon Music para lançar o Fundo de Bolsas "Don't Stop", que premia duas mulheres negras que buscam um diploma de associado, bacharelado ou pós-graduação em qualquer área de bolsas de US$ 10.000 cada.
Em fevereiro de 2021, Megan lançou Hotties Helping Houston e trabalhou com a Deputada Democrata do Texas Sheila Jackson Lee, a Associação Nacional de Igrejas Cristãs e Serviços de Desastres, Taraji P. Henson, 300 Entertainment, Maroon 5, Revlon, Mielle Organics, Fashion Nova e Billie Eilish para ajudar idosos e mães solteiras a se recuperarem da tempestade.
Em março de 2021, Fashion Nova e Megan colaboraram para a iniciativa 'Women on Top', que doaria US$ 1 milhão para apoiar empresas e organizações lideradas por mulheres, sendo um dos destinatários a YWCA em Houston. Em junho de 2021, Megan ofereceu uma bolsa de estudos completa e quatro anos para a Roc Nation School of Music, Sports & Entertainment em Long Island University.
Em junho de 2021, Megan e Cash App se uniram para fazer vídeos educativos  "investing for Hotties". Essa parceria também doou US$ 1 milhão em ações para fãs selecionados aleatoriamente. Em outubro de 2021, como parte de seu amplo acordo com Popeyes, Megan concordou com uma doação de seis dígitos para a organização de caridade Houston Random Acts of Kindness.

## Vida pessoal
Em março de 2019, sua mãe, Holly Thomas, faleceu após uma longa batalha contra um tumor cerebral, além de sua avó materna, que faleceu no mesmo mês. Além de atuar como sua gerente, Thomas influenciou sua decisão de estudar administração de saúde e também ajudou a fomentar seu desejo de estabelecer instalações de vida assistida em sua cidade natal, Houston, Texas. Depois de ter tirado uma folga da escola, ela retomou seus estudos na Texas Southern University (Universidade do Sul do Texas). Ela se formou em 11 de dezembro de 2021, com bacharelado em gestão e administração dos serviços de saúde.
Megan Thee Stallion confirmou seu relacionamento com o rapper Pardison Fontaine via Instagram Live em 19 de fevereiro de 2021.
Ela é abertamente bissexual.

### Baleada por Tory Lanez

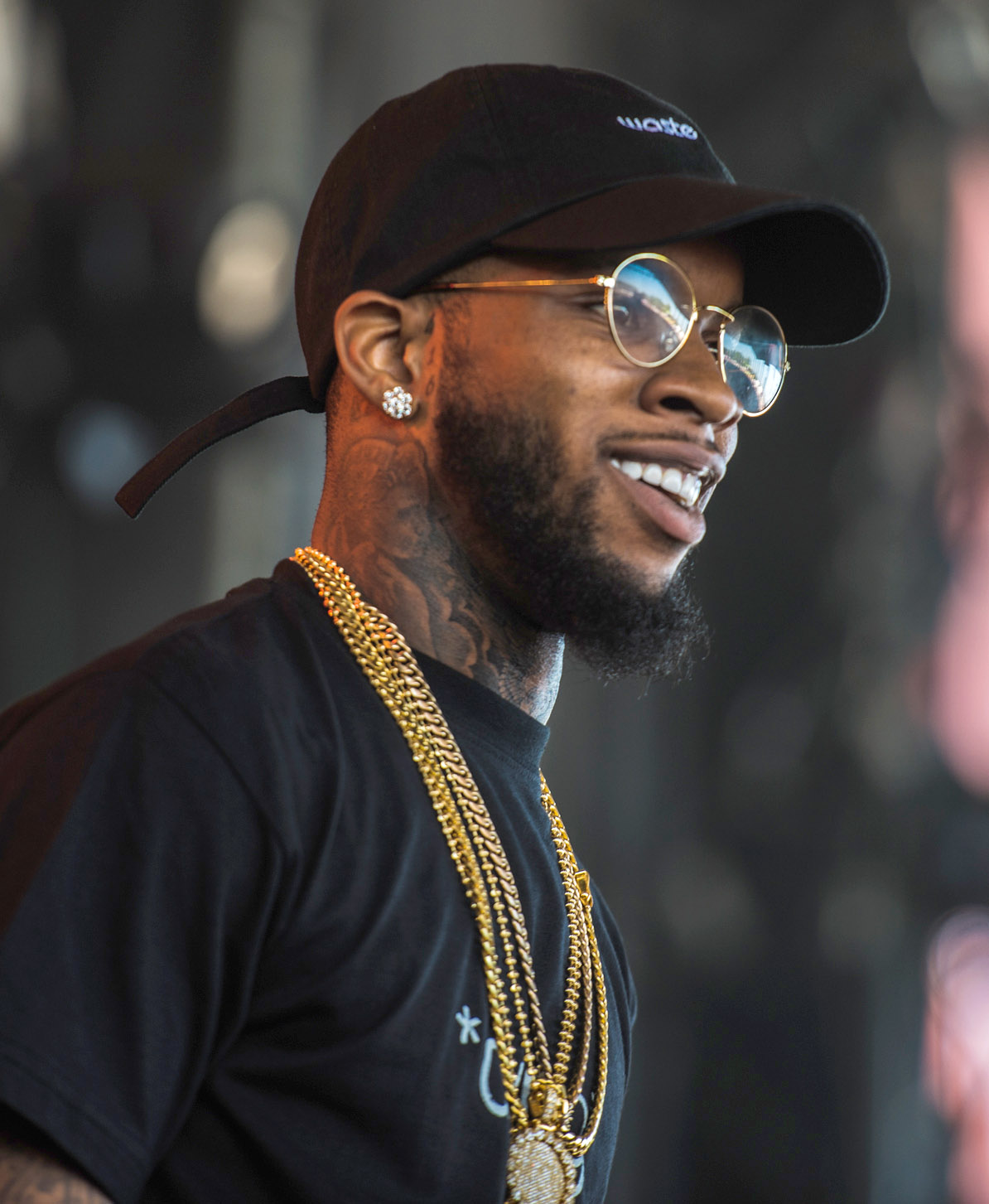
Tory Lanez, retratado em 2016.

Em 15 de julho de 2020, Megan Thee Stallion afirmou que havia sofrido ferimentos de bala e que havia sido submetida a uma cirurgia para remover as balas. Sua declaração rebateu um relatório anterior do TMZ de que ela havia machucado seu pé com vidro quebrado três dias antes, quando ela estava em um carro com o rapper Tory Lanez e uma mulher não identificada; o carro foi parado pela polícia e Lanez foi preso sob acusação de arma após uma busca no veículo.
Em 27 de julho de 2020, ela revelou que foi baleada nos dois pés e denunciou os rumores em uma live no instagram, onde chorou contando o incidente. No mês seguinte, Megan alegou que Lanez foi a pessoa que atirou nela, dizendo que "eu não contei à polícia o que aconteceu imediatamente ali porque eu não queria morrer". Em 25 de setembro de  2020, Lanez lançou seu quinto álbum, Daystar, no qual ele aborda as alegações em quase todas as músicas, e nega que tenha atirado em Megan, enquanto também afirma que ela e sua equipe estavam "tentando incriminá-lo".
No mesmo dia, em uma declaração à Variety, o advogado de Megan, Alex Spiro, afirmou que os representantes de Lanez tentaram lançar uma "campanha de difamação" usando mensagens falsificadas para "vender uma falsa narrativa" desacreditando Megan. A equipe de Lanez negou isso, dizendo que investigaria quem estava por trás dos e-mails falsos e que tomaria as medidas apropriadas. Megan mais tarde afirmou que havia sido oferecida dinheiro por Lanez e sua equipe para ficar calada sobre o assunto após o incidente.
Em 8 de outubro de 2020, Lanez foi acusado de atirar em Megan Thee Stallion pelos promotores do condado de Los Angeles. Um julgamento para ele foi marcada para 13 de outubro; no entanto, foi adiado para 18 de novembro, depois que o advogado de Lanez pediu um adiamento. Megan recebeu uma ordem de proteção contra Lanez, orientando-o a ficar pelo menos 100 metros de distância dela. Ele também foi ordenado a entregar todas as armas que possuisse. Uma publicação para o The New York Times, publicada em 13 de outubro de 2020, Megan abordou ainda mais a alegação de tiroteio, escrevendo: "As mulheres negras ainda são constantemente desrespeitadas e desconsideradas em tantas áreas da vida. Recentemente fui vítima de um ato de violência por um homem. Depois de uma festa, fui baleado duas vezes quando me afastei dele. Não estávamos em um relacionamento. Sinceramente, fiquei chocado que acabei naquele lugar." Se condenado, Lanez pode enfrentar uma pena máxima de 22 anos e oito meses de prisão estadual.
Lanez se declarou inocente de agressão com uma arma semiautomática no final de novembro de 2020. No mês, Megan Thee Stallion lançou seu álbum de estreia, Good News, no qual a abertura do álbum é uma faixa diss "Shots Fired" dirigida a Lanez. A canção ganhou aclamação, com muitos críticos notando que ela experimenta e interpola a canção de 1995 "Who Shot Ya?", do falecido The Notorious B.I.G.
Em abril de 2022, Lanez foi preso por violar uma ordem de proteção relacionada ao caso; ele foi solto pouco depois de pagar sua fiança de US$ 350.000. No dia 13 de dezembro, Megan Thee Stallion testemunhou no julgamento contra as agressões sofridas por Lanez revivendo os eventos traumáticos. Em 23 de dezembro, o júri condenou Lanez por três acusações criminais em relação ao tiroteio: agressão com arma semiautomática, porte de arma de fogo carregada e não registrada em um veículo e disparo de arma de fogo com negligência.

## Discografia
- Good News (2020)
- Something for Thee Hotties (2021)
- Traumazine (2022)
- MEGAN (2024)

## Filmografia

### Cinema
| Ano  | Título             | Papel     |
| ---- | ------------------ | --------- |
| 2023 | Dicks: The Musical | Gloria    |
| 2024 | Mean Girls         | Ela mesma |

### Televisão
| Ano       | Título                    | Papel     | Notas                                   |
| --------- | ------------------------- | --------- | --------------------------------------- |
| 2020–2021 | Legendary                 | Jurada    | 19 episódios                            |
| 2020      | Good Girls                | Onyx      | Episódio: "Nana"                        |
| 2022      | P-Valley                  | Tina Snow | Episódio: "Snow"                        |
| 2022      | She-Hulk: Attorney at Law | Ela mesma | Episódio: "The People vs. Emil Blonsky" |
| 2023      | Big Mouth                 | Megan     | 3 episódios                             |

## Prêmios e Indicações
A rapper recebeu vários elogios ao longo de sua carreira. Ela ganhou destaque em 2019 com sua mixtape Fever, que ganhou o prêmio de Melhor Mixtape no BET Hip Hop Awards 2019, e mais tarde foi indicada para Álbum do Ano no BET Awards de 2020. Seus singles "Cash Shit" e "Hot Girl Summer" ganharam suas várias indicações, com a primeira indicada no Soul Train Music Awards 2019 e no NME Awards de 2020, e esta última ganhando um MTV Video Music Award.
Em 2020, seu primeiro single "Savage (Remix)" foi indicado para três Grammy Awards e três MTV Video Music Awards. Ela também colaborou com  Cardi B na música "WAP", vencedora do American Music Awards e indicada no MTV Europe Music Awards.
Em 2021, ela ganhou o Grammy de Melhor Performance de Rap, Melhor Canção de Rap por "Savage (Remix)" e Artista Revelação.

Megan Thee Stallion foi indicada para Melhor Artista Feminina de Hip-Hop no BET Awards em 2019 e 2020, vencendo a última. Além disso, ela foi indicada para Melhor Artista de Hip Hop no BET Hip Hop Awards 2019, Top Rap Female Artist no Billboard Music Awards 2020, Melhor Artista de Hip-Hop no iHeartRadio Music Awards 2020 e Artista do Ano no MTV Video Music Awards 2020. Ela também recebeu o prêmio Gênio do Marketing no Libera Awards 2020 e o Powerhouse Award no Billboard Women in Music awards 2019.